# مكافحة نواقل المرض

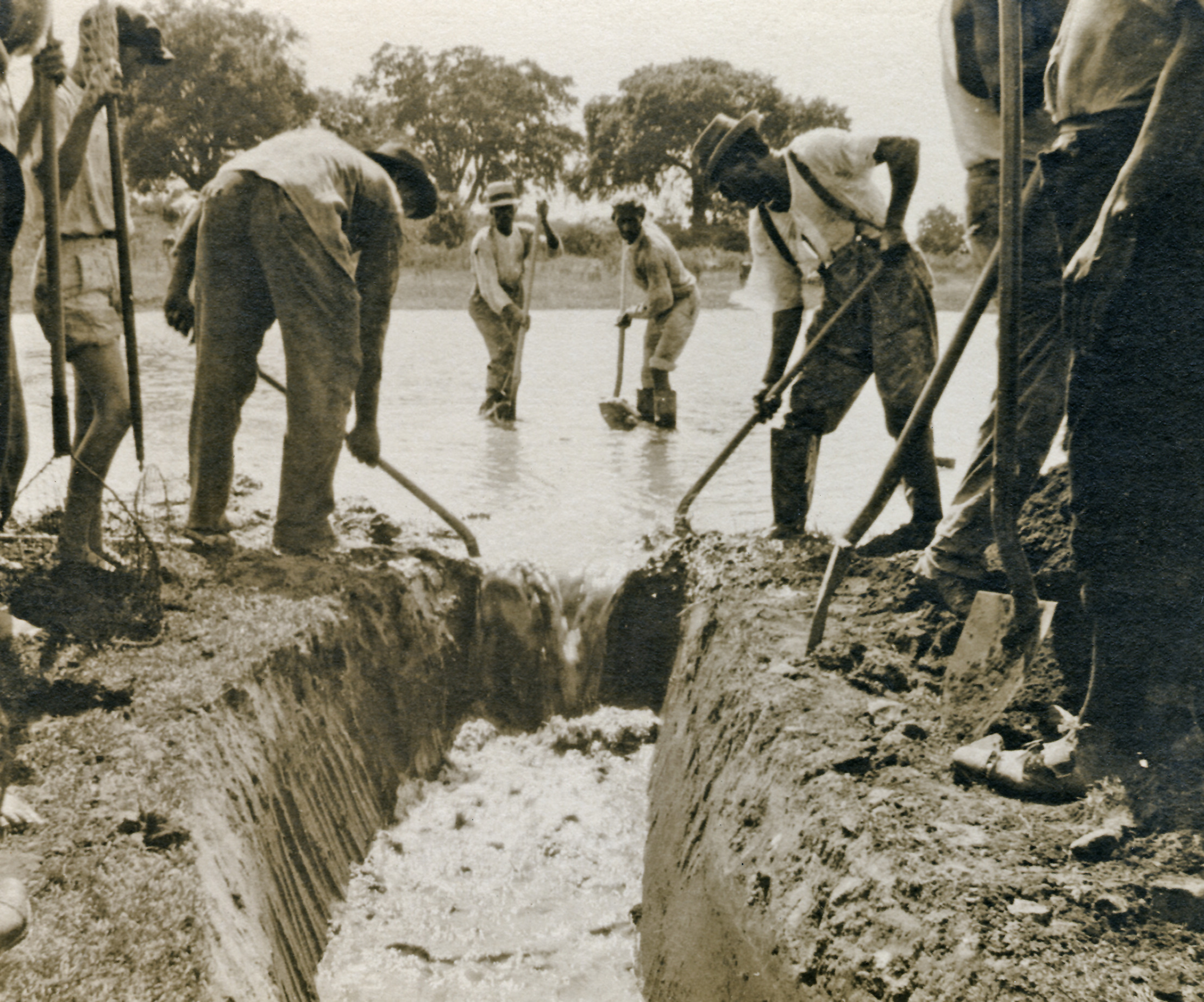
مكافحة نواقل المرض في جنوب الولايات المتحدة خلال عشرينيات القرن الماضي.

مكافحة نواقل المرض (بالإنجليزية: Vector control)‏ هي أي طريقة للتخلص أو الحد من االثدييات أو الطيور أو الحشرات أو غيرها من المفصليات (والتي تسمى هنا "النواقل") التي تنقل مسببات الأمراض. أكثر أنواع مكافحة النواقل شيوعًا هو مكافحة البعوض باستخدام مجموعة متنوعة من الاستراتيجيات. علماً بأن العديد من الأمراض المدارية المهملة تنتشر بواسطة هذه النواقل.

## الأهمية
بالنسبة للأمراض المنقولة التي لا يوجد لها علاج فعال، مثل فيروس زيكا وحمى غرب النيل وحمى الضنك، فإن مكافحة نواقل المرض تظل الطريقة الوحيدة لحماية السكان.
ومع ذلك، حتى بالنسبة للأمراض المنقولة والتي يمكن علاجها بشكل فعال، فإن التكلفة المرتفعة للعلاج تشكل عائقاً كبيراً أمام أعداد كبيرة من سكان العالم النامي. مرض الملاريا على سبيل المثال، له أكبر تأثيرعلى صحة الإنسان من بين نواقل المرض على الرغم من كونه مرضاً قابلاً للعلاج. في أفريقيا يموت طفل كل دقيقة بسبب الملاريا، وهذا يشكل انخفاض بنسبة أكثر من 50% منذ عام 2000 بسبب مكافحة نواقل المرض. تقدر منظمة الصحة العالمية أن البلدان التي تتوطد فيها الملاريا تخسر 1.3%من الدخل الاقتصادي السنوي بسبب المرض. إن الوقاية من خلال مكافحة نواقل المرض والعلاج ضرورية لحماية السكان.
نظراً لآثار المرض والفيروس المدمِّرة، فإن الحاجة لمكافحة النواقل التي تحمل هذه الأمراض يعتبر من الأولويات. إن مكافحة نواقل المرض في العديد من البلدان النامية يمكن أن يكون لها تأثيرات هائلة؛ لأن هذه النواقل تزيد من معدلات الوفيات في تلك البلدان وخاصة بين الأطفال. في هذه المناطق يعتبر انتشار المرض أيضاً مسألة أكبر بسبب الحركة العالية للسكان.
إن طرق مكافحة نواقل المرض يمكن أن تكون متكاملة معًا لمكافحة الأمراض المتعددة في وقت واحد؛  لأن العديد من هذه الطرق فعالة ضد أمراض متعددة. لذلك فإن منظمة الصحة العالمية توصي بـالإدارة المتكاملة لناقلات الأمراض كعملية لتطوير وتنفيذ استراتيجيات لمكافحة نواقل المرض.

## طرق المكافحة
تركز مكافحة نواقل المرض على استخدام الأساليب الوقائية للسيطرة على مجموعات نواقل الأمراض أو القضاء عليها. التدابير الوقائية الشائعة هي:

### البيئة الطبيعية والتحكم البيئي
إن إزالة المناطق التي يمكن أن تتكاثر فيها نواقل المرض بسهولة  أو التقليل منها يمكن أن يساعد في الحد من نمو النواقل. ومن الأمثلة على ذلك: إزالة المياه الراكدة، وتدمير الإطارات القديمة والعلب التي تعمل كبيئة لتكاثر البعوض، والإدارة الجيدة للمياه المستعملة. كل هذه الوسائل يمكن أن تقلل من المناطق التي تتواجد فيها نواقل المرض بشكل مفرط.
ومن الأمثلة الأخرى على التحكم البيئي هو الحد من انتشار ظاهرة التغوط في العراء أو تحسين تصميم وصيانة المراحيض ذوات الحفر، إن هذا يمكن أن يقلل من تأثيرالذباب الذي يعمل كناقلات لنشر الأمراض عن طريق ملامسته لبراز الأشخاص المصابين.

### تقليل التعرض لنواقل المرض
الحد من التعرض للحشرات أو الحيوانات المعروفة بكونها نواقل للمرض يمكن أن يقلل بشكل كبير من مخاطر العدوى. على سبيل المثال، يمكن أن تساعد الناموسيات أو حواجز النوافذ في المنازل أو الملابس الواقية في تقليل احتمالية التعرض لنواقل المرض. ولكي يكون هذا الأمر فعالاً، فإنه يتطلب تثقيفًا وترويجًا للطرق بين السكان لزيادة الوعي بمخاطر نواقل المرض.

### التحكم الكيميائي
يمكن استخدام المبيدات الحشرية ومبيدات اليرقانات ومبيدات القوارض والأفخاخ المميتة للبيض والمواد الطاردة للحشرات للسيطرة على نواقل الأمراض. على سبيل المثال، يمكن استخدام مبيدات اليرقانات في مناطق تكاثر البعوض، ويمكن استخدام المبيدات الحشرية أو الناموسيات على جدران المنزل، كما أن استخدام المواد الطاردة للحشرات الذاتية يمكن أن يقلل من حدوث لدغات الحشرات وبالتالي تقليل العدوى. إن استخدام المبيدات الحشرية لمكافحة نواقل الأمراض تلقى ترويجاً من منظمة الصحة العالمية، كما أن فعاليته العالية قد أُثبتت.

### التحكم البيولوجي
إن استخدام المفترسات الطبيعية لنواقل المرض، مثل استخدام السموم البكتيرية أو المركبات النباتية، يمكن أن يساعد في السيطرة على أعداد هذه النواقل. حيث أن استخدام الأسماك التي تتغذى على يرقات البعوض كاستخدام سمك السلور في أكل يرقات البعوض في البركة، يمكن أن يقضي على تعداد البعوض، أو يقلل من معدلات التكاثر وذلك بإدخال ذباب تسي تسي (ذبابة مرض النوم) المعقم، وقد ثبت أنه يتحكم في أعداد النواقل ويقلل من مخاطر العدوى.

## التشريعات

### الولايات المتحدة الأمريكية
في الولايات المتحدة، المدن أوالمقاطعات الخاصة هي المسؤولة عن مكافحة نواقل الأمراض. على سبيل المثال، في ولاية كاليفورنيا تعد مقاطعة لوس أنجلوس الكبرى هي منطقة مكافحة النواقل وهي منطقة خاصة أنشأتها الولاية للإشراف على مكافحة نواقل الأمراض في مدن متعددة.